# Abraham Blauvelt
Abraham Blauvelt (-1663?) was een ontdekkingsreiziger, cartograaf, kaper en piraat uit de Nederlanden.
In het begin van de jaren dertig van de  17e eeuw duikt Blauvelt voor het eerst op in de geschiedenis. Hij was toen vooral bezig de kust van Midden-Amerika in kaart te brengen en er zijn later in Nicaragua de plaats Bluefields en de rivier daar dicht bij (Bluefield river) naar hem vernoemd. Dat zijn geboortedatum en precieze afkomst niet bekend is, is niet zo vreemd: er was nog geen burgerlijke stand en het is vaak alleen mogelijk de identiteit van iemand vast te stellen wanneer hij officiële familie- of erfakten liet opmaken, wat Blauvelt kennelijk niet deed omdat hij zich  permanent in Amerika ophield.
Begin 1640 vond hij emplooi bij de Zweedse Oost-Indische Compagnie, die ondanks de naam een voornamelijk Nederlandse onderneming was met activiteiten in Amerika. Hij opereerde toen als kaper op Spaanse schepen vanuit Nieuw Amsterdam en had ook een basis op Jamaica, Blewfields Bay. Toen de Vrede van Münster gesloten werd, kon hij zijn activiteiten niet meer legaal voortzetten en werd piraat. Hij probeerde nog de stad Newport in Rhode Island zo ver te krijgen als basis te functioneren, maar toen de bewoners in de gaten kregen dat hij daar geroofde goederen aanbood, werd het gebruik van de haven hem ontzegd.
In 1650 werd hij kapitein van La Garse, een legaal Frans kaperschip. Toen ook Frankrijk weer vrede sloot met Spanje, verlegde hij zijn activiteiten naar de hem bekende kust van Belize en Nicaragua (met name de plaats Bluefields, die naar hem vernoemd is). Op de Mosquito Coast was een gemeenschap ontstaan van indianen en boekaniers, die soms nauw samenwerkten met hun tegenhangers op Jamaica, dat een waar broeinest van piraterij was geworden nadat door de Engelse Burgeroorlog het Britse gezag zeer was verzwakt en gecorrumpeerd.
In 1662 werd door Karel II van Engeland de beruchte piraat Christopher Myngs weer terug naar West-Indië gezonden, met de opdracht zo veel mogelijk schade toe te brengen aan de Spaanse koloniën, hoewel Engeland en Spanje niet met elkaar in staat van oorlog verkeerden. Begin 1663 had Myngs een enorme vloot boekaniers verzameld om de kust van Cuba en Mexico te teisteren. De stad San Francisco de Campeche werd uitgemoord. Blauvelt wordt genoemd als een van de deelnemers en dat is het laatste wat van hem bekend is.